# محمد القزاح
محمد بن علي بن عمر بن أحمد بن حسن القزاح (1822 - 1905) الشهير بـ محمد القزاح, هو الفقيه الزاهد المعروف بالشيخ القزاح. وتختلف المصادر في ذكر اسمه والصحيح ما أثبتّ. ولا بدّ من تصحيح ما ذكره ابن أبي الضّياف في إتحافه من أنّه أبو عبد الله محمد ابن الشيخ محمد القزاح. 

## نشأته
ولد بمساكن سنة 1238 هـ/1822م في عائلة متعلّمة إذ يلقّب جدّه علي بالفقيه، وأبوه عمر بالقارئ. تعلّم بمساكن وقرأ على الشيخ محمد -الذي ترجمت له في هذا الكتاب- وسلك منهجه في الزهد والصلاح. برع في الفقه والنحو وبقي يدرّس كتاب مختصر خليل في الفقه بالجامع الأوسط، ويقال إنه كان يحفظه رغم ضخامته مما يدل على قدرة فائقة في الحفظ والفهم. وكان يدعو الله أن يعينه على حفظ هذا الكتاب وعبّر عن ذلك في الأبيات التالية من قصيدته: تفضّل على المحجوب بالكشف للغطا على قلبه حتى يلذّ بذوقتـي فذا العلم مقر وما بثمرته التــي تكون دواه من ذنوب عظيمة خصوصا بعلم الفقه في الدّين كلـه فيا فرحتي إن جاد لي ببغيتي خصوصا بتأليف الإمام الذي بـدا لنا نفعه شرقا وغربا ببثّتـي عنيت به محبوبي وهو خليلهــم فيا حسن ما خلّ وزائد فرحتي تكرّم عليّ يا إلهي بجمعـه حفظا وفهما واتّباعا وخدمتي وقيل إنّ الشيخ محمد القزاح ختم تدريس كتاب مختصر خليل أربع مرّات في حياته، وتوفّي أثناء تدريسه له في المرّة الخامسة. فأتمّه تلميذه الأكبر محمد بللونة. كما كان الشيخ محمد القزاح يدرّس كتاب السنوسية في التّوحيد ولمّا جلب له تلميذه محمد بللونة كتاب الجوهرة وأعجب به، صار يلقي دروس التّوحيد منه. وقيل إنّه أتمّه ستّ مرّات.

## شهرة الشيخ
فاقت شهرة الشيخ محمد القزاح مدينة مساكن لتعمّ كامل منطقة الساحل حيث كان يأتيه الناس يستفتونه في المسائل التي تعترضهم في حياتهم. وأورد الشيخ محمد مخلوف في كتابه القيم شجرة النور الزكية معلومة تدل على مكانة الشيخ القزاح في نفوس أهل الساحل. ووجدنا المعلومة في الترجمة المخصصة للشيخ أبي العباس أحمد بن محمد بن أبي زيد المنستيري الفقيه العالم الصالح الذي كان يقوم بشؤون القصر بالمنستير. وقال الشيخ مخلوف: «توفي (الشيخ المنستيري) سنة 869هـ/1464م ودفن بمقبرة المنستير قريبا من شاطئ البحر عليه بناء حفيل. ولما خشي عليه من البحر نقل لموضع آخر بالمقبرة وبني عليه بناء حفيل. أما البناء الأول فأخذه البحر بعد النقل ولم يبق له أثر. وكان الذي تولى نقله هو الشيخ الصالح محمد القزاح المساكني سنة 1310هـ/1892م.».

## خلّف آثارا مكتوبة
خلّف الشيخ القزاح آثارا مكتوبة ما زالت باقية لكنها لم تطبع، ذكرها محمد بوذينة في مشاهير التونسيين وهو كتاب كبير نظم فيه أغلب المسائل الفقهية. وشرح فرائض الدرة البيضاء للشيخ عبد الرحمان الأخضري الجزائري. وكنّش دوّن فيه رحلته إلى الحج. كما أنّي عثرت له على نسخة من قصيدة شعرية مخطوطة تداولها تلاميذه من بعده وهي قصيدة في التوحيد والزهد تعدّ حوالي مائة بيت شعري، وسأوردها كاملة في آخر الكتاب ومطلعها التّالي: 
حمدت الذي من قال أدعوني أستجب أنا الرّب فعّال لما في مشيئتــي 
حمدت الذي من في السماء بقهـره على كل خلق في الوجود وسطوتي
```
حمدت الذي من هو في المُلك واحد ومن فضله قد عمّ أهل البسيطـة
وصلّيت يا ربّ على خير من مشى وأفضل مبعوث إلى خير أمّة
فنسألك اللهم علما وحكمـة وحفظا وتوفيقا لما فيه طاعة ونطلب منك اللطف والعفو في الذي قضيت علينا ليس للعبد حيلتــي
وقد نظّم قصيدة في علم النّحو وجعل منها أبياتا فيما تبدأ به الجملة العربيّة وقال فيها: ملازم صدر الكلام يا فـتى لام ابتداء ثم شرط قد أتـى ما في التّعجّب والاستفهام مَن مضافا للذي له الصدر اعلمن كذاك كم بشرط كونها خبر موصولنا يكون مقرون الخَبر بالبا وزد لها ضمير الشـان ثمانية تمّت بلا نقصان وكان الشيخ القزاح قد وضع منظومة أخرى في الفقه نذكر منها الأبيات التّالية: مستحسنات مالك وهي أربع من غير سبق أحد بها فعُوا أولها الشفعة في الثمـار ثانيها في البناء والأشجار إن حبست أرضهما، قل وكذا معارة أيضا قلهم وخـذا ثالثها القصاص في النّفس تلي بشاهد مع يمين تقتــل رابعها أنملة الإبهــام قل فيها خمس إبل سيـام فهذه مستحسنات للإمــام والله يختم للجميع بالإسلام كما أنّ الشيخ القزاح وضع منظومة شعريّة يتوسل بها إلى الله عزّ وجلّ لإصلاح ولده (عبد القادر). وقد نقل والدي هذه القصيدة من كنّش مخطوط بخط محمد الزبيدي الذي نترجم له أيضا في هذا الكتاب. وأذكر بيتين من هذه المنظومة وهما البيت الأول والحادي عشر، وإنّني سأوردها كاملة في ترجمة ابنه الشيخ عبد القادر القزاح. سألتك يا الله يا فرد يا صَمــد تمنُّ على عبد فقير بما قصــد وبالعرش والكرسيّ وما ثمّ من ملَك وبالنّور والفرقان أصلح لنا الولد وترك الشيخ محمد القزاح العديد من التّلاميذ منهم الشيخ محمد بللونة المتضلع في علوم التوحيد والحديث والنحو والصرف، والشيخ علي قلولو الذي تولى الخطابة بالجامع الكبير بمساكن مدة تزيد عن أربعين عاما، وابنه الشيخ عبد القادر القزاح المتضلع في علم الفقه والذي تولى الخطابة بالجامع الكبير والتدريس بالجامع الأوسط مدة من الزمن، وكذلك الشيخ محمد شبيل المؤدب الذي كان يدرس بجامع هلال بمساكن وغيرهم كثير.
```

## وفاته
توفي الشيخ محمد القزاح يوم 5شوال سنة 1323 هـ/1905 م وكانت جنازته مشهودة حضرها أهل بلده وعدد من علماء الساحل التونسي.